# Ehemaliges Rathaus (Brugg)

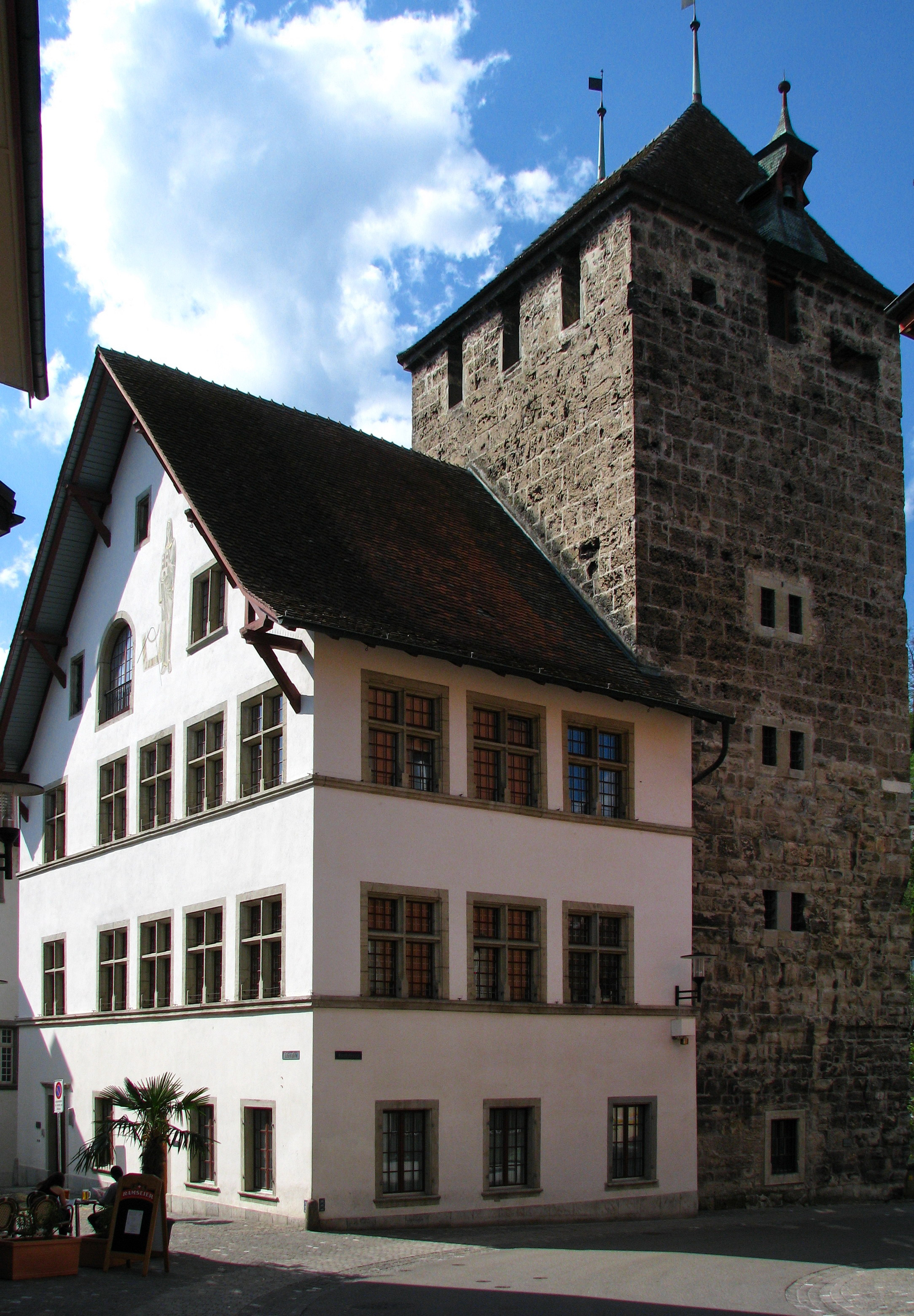
Das alte Rathaus mit dem schwarzen Turm

Das ehemalige Rathaus ist ein Giebelhaus in Brugg im Kanton Aargau. Es wurde 1579 gebaut.

## Baugeschichte und Beschreibung
Das alte Rathaus wurde 1579 neu erbaut, an der Süd-West-Flanke des Schwarzen Turms, das hintere (Aareseite) und vordere Haus zum einheitlichen Baublock zusammenfassend. Das Gebäude ist ein dreigeschossiges Giebelhaus mit Schneggen an der Westseite und Pultdach auf der Nordseite. Auffällig sind die spätgotischen Fenstergruppen und das Kellergeschoss über der Aare. Die Süd- und Ost-Fassaden weisen Kreuzstöcke mit gekehlten Gewänden auf. Die Ausstattung innen stammt grösstenteils aus der Zeit zwischen 16. und 18. Jahrhundert, z. B. Türen, Türschlösser, Fenstersäulen, Täfer, bemalte Balkendecke, Stuckdecke.